# Adolf Färber
Adolf Färber (* 11. November 1912 in Berlin-Charlottenburg; † 27. November 1987 in Karl-Marx-Stadt) war ein deutscher SED-Funktionär. Er war unter anderem 1. Sekretär der SED-Bezirksleitung Suhl und Abgeordneter des Thüringer Landtages.

## Leben
Geboren wurde er in einer Arbeiterfamilie, seine Eltern sind bereits frühzeitig verstorben. Anfang der 1920er Jahre kam er im Rahmen der Kinderlandverschickung von Berlin nach Stadtroda zu Pflegeeltern. Von 1919 bis 1927 besuchte er dort die Volksschule und wurde Mitglied der SAJ und 1928 Mitglied der SPD, außerdem Jugendleiter im „Jungbanner“. Von 1927 bis 1930 machte er eine Lehre als Maler in Stadtroda und arbeitete 1930 als Malergehilfe in Lobeda. 1933 ging er zum Reichsarbeitsdienst des Reichsbanner in Nackenheim bei Mainz. 1933/34 war er als Malergehilfe in Jena tätig, danach wieder arbeitslos. In dieser Zeit bestand eine zeitweilige, inaktive Mitgliedschaft in der SA. Von 1935 bis 1942 arbeitete er als Lackierer bei Carl Zeiss Jena.
1935 heiratete er und 1937 wurde seine Tochter Ingrid geboren, 1944 sein Sohn Wolfhard. Von 1942 bis 1945 war er Sanitätsunteroffizier im Artillerie-Regiment 340 der Wehrmacht, danach 1945 kurzzeitig in britische Gefangenschaft in der Steiermark und amerikanische Kriegsgefangenschaft in Gießen. Am 27. Juni 1945 erfolgte seine Entlassung aus amerikanischer Kriegsgefangenschaft. Er wurde wieder Mitglied der SPD und mit der Zwangsvereinigung von SPD und KPD 1946 Mitglied der SED.
1945/46 war er wieder Lackierer bei Carl-Zeiss Jena. 1946/47 wurde er dann politischer Mitarbeiter des SED-Kreisvorstandes Jena und absolvierte von Januar bis April 1948 die Landesparteischule Bad Berka, so dass er 1948/49 zum 1. Sekretär des SED-Kreisvorstandes Jena gewählt wurde. Von 1949 bis 1952 war er Mitarbeiter bzw. Abteilungsleiter und Mitglied der SED-Landesleitung Thüringen, von 1949 bis 1952 Mitglied des Sekretariats der Landesleitung Thüringen der SED.
Vom 27. November 1951 bis zum 25. Juli 1952 war er Abgeordneter des Thüringer Landtages.
Vom 15. August 1952 bis zum 19. August 1954 dann 1. Sekretär der SED-Bezirksleitung Suhl, zeitweilig auch Vorsitzender des Bezirksausschusses der Nationalen Front und Abgeordneter des Bezirkstages Suhl. Im April 1954 empfahl das Sekretariat des ZK der SED dem Politbüro Färber für eine leitende Funktion im Apparat des Zentralkomitees (ZK). Im September 1954 begann er ein Studium an der Parteihochschule der KPdSU in Moskau.
Im Januar 1955 bestätigte sich der Verdacht betreffs Färbers SA-Mitgliedschaft, was zur Abberufung von der Parteihochschule in Moskau führte. Am 8. Februar 1955 erhielt er eine von der Zentrale Parteikontrollkommission vorgeschlagenen Parteistrafe in Form einer „Rüge“ durch das Politbüro ZK der SED wegen „Täuschung der Partei über seine Vergangenheit“ (1933/1934 ca. 12 Monate SA-Mitglied), in diesem Zusammenhang Festlegung des Politbüros, ihn nicht mehr mit leitenden Parteifunktionen zu betrauen.
Anschließend war Färber Arbeitsdirektor (Kaderleiter) im VEB Farbenfabrik Wolfen; von 1965 bis 1977 übte er eine ähnliche Tätigkeit im VEB Fettchemie Karl-Marx-Stadt aus.

## Quelle
- Die Protokolle des Sekretariats der SED-Bezirksleitung Suhl. Von der Gründung des Bezirkes Suhl im Sommer 1952 bis zum 17. Juni 1953. Bearbeitet von Norbert Moczarski. (Veröffentlichung des Thüringischen Staatsarchivs Meiningen];Band 8). Weimar 2002. 1061 Seiten. ISBN 3-7400-1162-9, S. 2.